# Fabio Mainoni
Fabio Mainoni (Como, 21 giugno 1880 – Draguignan, 26 agosto 1958) è stato un nuotatore italiano.

## Carriera
Partecipò con Paolo Bussetti alle gare di nuoto della II giochi olimpici di Parigi del 1900. Sono stati i primi due nuotatori italiani ai Giochi olimpici.
Prese parte alla gara dei 4000 metri stile libero vincendo la terza semifinale con il tempo di 1h 25'16"6 e qualificandosi per la finale  e classificandosi sesto con un tempo di 1h 18'25"4.

## Palmarès
| Giochi Olimpici     | 4000 m st. libero |
| 1900 Parigi Francia | 6º 1h 18'25"4     |